# Habenaria hassleriana
Habenaria hassleriana là một loài thực vật có hoa trong họ Lan. Loài này được Cogn. ex Chodat & Hassl. mô tả khoa học đầu tiên năm 1907.